# 동전 지갑

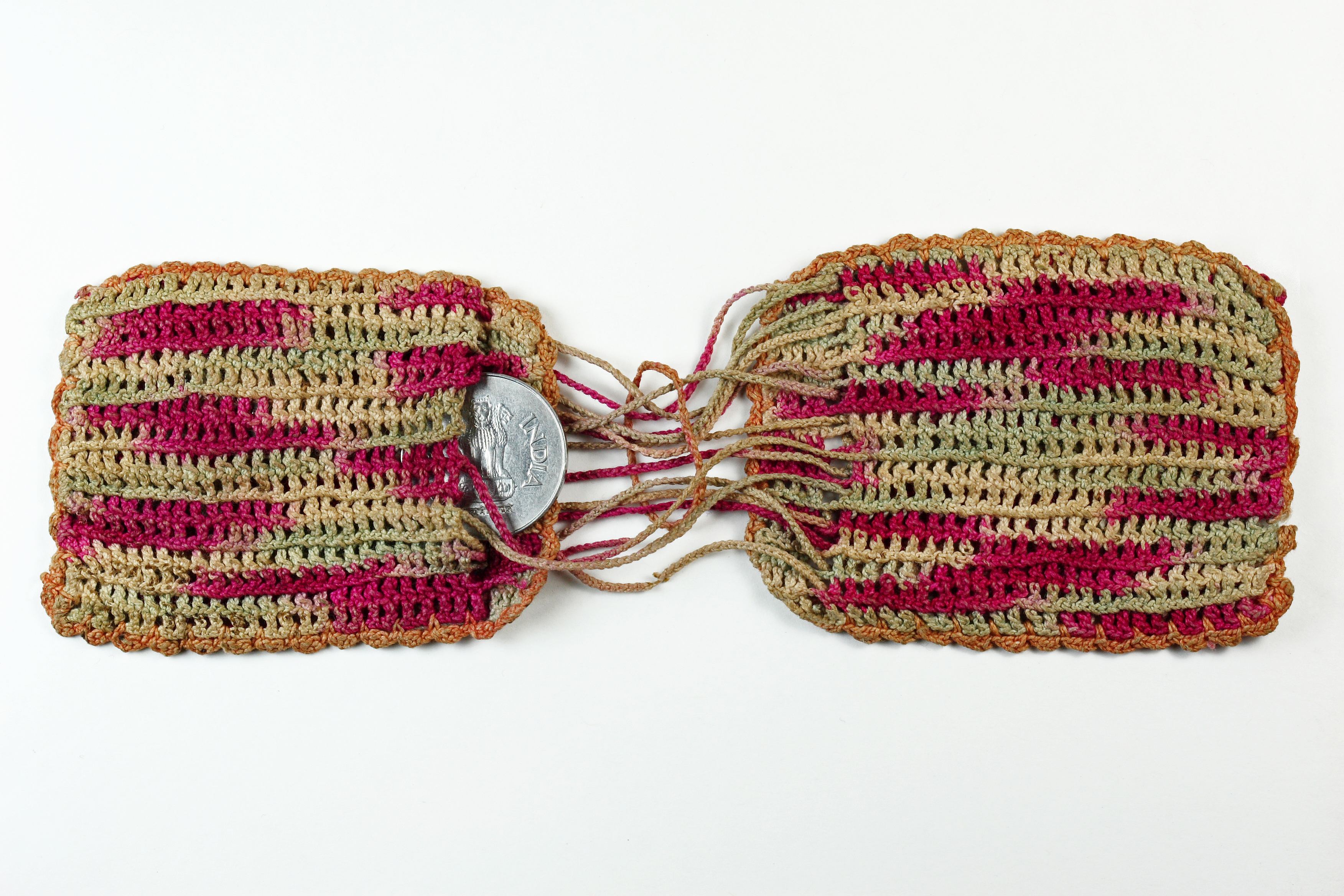

동전 지갑(銅錢紙匣)은 동전용 지갑을 의미한다.

## 역사
가장 오래된 것으로 알려진 지갑은 기원전 3,300년 즈음에 살았던 외치에서 발견되었다. 또다른 초기 예제로는 이집트의 상형문자에서 발견되었다.

## 같이 보기
- 지갑